# Pseudocosmetura anjiensis
Pseudocosmetura anjiensis is een rechtvleugelig insect uit de familie sabelsprinkhanen (Tettigoniidae). De wetenschappelijke naam van deze soort is voor het eerst geldig gepubliceerd in 1998 door Shi & Zheng.